# Vikenti Veressaïev
Vikenti Veressaïev (en russe : Вике́нтий Вереса́ев), né Vikenti Vikentievitch Smidovitch (en russe : Вике́нтий Вике́нтьевич Смидо́вич) le 4 janvier 1867 (16 janvier dans le calendrier grégorien) à Toula, mort le 3 juin 1945 à Moscou, est un médecin, poète, romancier, critique et traducteur russe de l'école réaliste dans la lignée de Tchekhov et de Gorki.

## Biographie
Fils d'un médecin polonais, il étude d'abord la philologie puis la médecine à Moscou. Diplômé en 1894 à Dorpat, il s'installe à Toula et mène en parallèle une carrière littéraire. 
Veressaïev se fait connaître en 1895 avec Sans route, roman sur l'intelligentsia. Son premier grand succès est Notes d'un médecin (Zapiski vratcha), en 1901, un ouvrage critique sur la formation et la pratique médicale semi-autobiographique.
En 1903, il s'installe à Moscou. Il fait partie du cercle littéraire moscovite Sreda. En 1904, lors de la guerre russo-japonaise, il est mobilisé et part en Mandchourie.
En 1910, il entreprend un voyage en Grèce, ce qui l'amène à s'intéresser à la littérature de la Grèce antique. Il traduit  ainsi l’Iliade et l’Odyssée,.
Auteur de romans et de nouvelles, il gagne une réputation honorable de critique avec son étude sur Tolstoï et Dostoïevski (Jivaïa jizn’. O Dostoïevskom i L. Tolstom, 1910), favorable au premier, ses ouvrages biographiques sur Nicolas Gogol et Alexandre Pouchkine, ainsi que ses travaux sur Friedrich Nietzsche (Apollon et Dionysos, 1915).
Son œuvre la plus célèbre est Guerre civile, un roman sur la guerre civile russe de 1919-1921.
En 1945, il obtient le prix Staline dans le domaine littéraire.

## Œuvres
- Gogol vivant (1893)
- Sans route (1895)
- Notes d'un médecin (1901)
- Hauteur (1904) in Amours d'été : trois nouvelles russes, traduction, préface et notes d'Alexander Kazakevich, éditions Pocket (2020)
- Récits de guerre (1906)
- Pouchkine dans les souvenirs et les lettres de contemporains (1910)
- Guerre civile (1922)
- Dans l'impasse (1923)
- De l'ancien et du nouveau décor. Pour une mise en forme artistique du mode de vie (1926)
- Pouchkine dans la vie (1926)
- Sur deux plans : articles sur Pouchkine (1929)
- Les Sœurs (1933)
- Les Compagnons de Pouchkine (1934)
- Souvenirs (1936)